# Awesome (window manager)
awesome er en fri dynamisk window manager til X-vinduesystemet udviklet i C og Lua, af hvilke sidstnævnte bruges til konfiguration og udvidelse. Udviklingen af awesome begyndte som et fork – et deriveret projekt – af dwm. awesome blev oprindeligt kaldt jdwm – udviklerens, Julien Danjou, initialer plus forkortelsen af window manager – men blev omdøbt til awesome. Navnet stammer fra How I Met Your Mother-karakteren Barney Stinsons hyppige brug af netop dette ord. awesome blev officielt annonceret den 20. september 2007.